# Hampton P. Fulmer

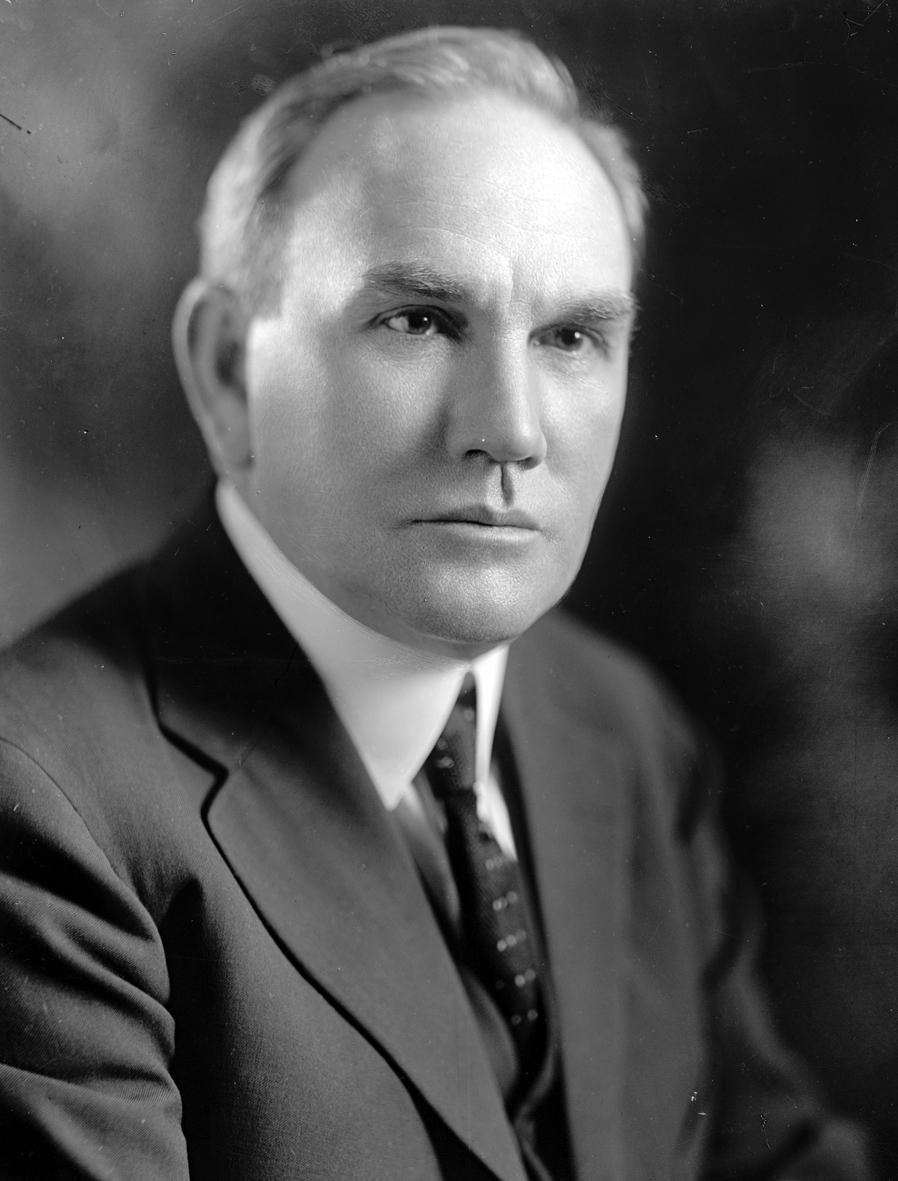
Hampton P. Fulmer

Hampton Pitts Fulmer (* 23. Juni 1875 bei Springfield, Orangeburg County, South Carolina; † 19. Oktober 1944 in Washington, D.C.) war ein US-amerikanischer Politiker. Zwischen 1921 und 1944 vertrat er den Bundesstaat South Carolina im US-Repräsentantenhaus.

## Werdegang
Hampton Fulmer besuchte die öffentlichen Schulen seiner Heimat und danach bis 1897 das Massey’s Business College in Columbus (Georgia). Danach wurde er in Norway (South Carolina) in der Landwirtschaft und im Handel tätig. Außerdem stieg er in das Bankgeschäft ein.
Fulmer war Mitglied der Demokratischen Partei. Zwischen 1917 und 1920 war er Abgeordneter im Repräsentantenhaus von South Carolina. 1920 wurde er im siebten Wahlbezirk von South Carolina in das US-Repräsentantenhaus in Washington gewählt, wo er am 4. März 1921 die Nachfolge von Edward C. Mann antrat. Bis zu seinem Tod im Oktober 1944 sollte er nun ununterbrochen im Kongress verbleiben. Bis zum 3. März 1933 vertrat er den siebten Distrikt; nachdem dieser 1932 aufgelöst worden war, wechselte Fulmer ab dem 4. März 1933 als Nachfolger von Butler B. Hare in den zweiten Wahlbezirk. Von 1939 bis 1945 war er Vorsitzender des Landwirtschaftsausschusses.
In den 23 Jahren seiner Kongresszugehörigkeit erlebte er den großen Wirtschaftsaufschwung der 1920er Jahre und die darauf folgende Weltwirtschaftskrise. In den 1930er Jahren wurden die meisten der New-Deal-Gesetze der Bundesregierung unter Präsident Franklin D. Roosevelt im Kongress beraten und verabschiedet. Die letzten Jahre seiner Tätigkeit im Repräsentantenhaus waren von den Ereignissen des Zweiten Weltkrieges überschattet. Ebenfalls in seiner Zeit im Kongress wurden der 20. und der 21. Verfassungszusatz in Kraft gesetzt. Dabei ging es um die Neufestlegung des Beginns der Amtszeiten des Kongresses und des Präsidenten sowie die Aufhebung des 18. Verfassungszusatzes aus dem Jahr 1919, der den Alkoholhandel untersagte.
Im Jahr 1944 war Fulmer bereits für eine weitere Legislaturperiode im Kongress nominiert worden, als er am 19. Oktober verstarb. Er wurde in Orangeburg beigesetzt. Seine Frau Willa (1884–1968) wurde dann als seine Nachfolgerin in das Repräsentantenhaus gewählt.